# Tantei gakuen Q (serie televisiva)
Tantei gakuen Q (探偵学園Ｑ?, Tantei gakuen Kyū, lett. "L'accademia dei detective Q") è una serie televisiva giapponese (dorama) trasmessa su Nippon Television dal 3 luglio al 11 settembre 2007. È stato preceduto da un film special trasmesso nel 2006, con gli stessi attori protagonisti.
La serie è tratta dall'omonimo manga pubblicato a partire dal 2001, già trasposto in anime nel 2003.

## Trama
La "scuola qualificata di giovani detective" è formata dai cinque migliori studenti della DDS, prestigiosa accademia fondata dal famoso investigatore Dan Morihiko.
I geniali giovani, supportati dal loro insegnante e mentore Morihiko, saranno costretti ad intromettersi nei casi investigativi più difficili che giungono nelle mani della polizia, ma che essa non riesce in alcuna maniera a risolvere.
Strani avvenimenti si verificano, leggende metropolitane sembrano avverarsi, omicidi verificatisi senza alcun indizio apparente lasciano le forze dell'ordine perplesse e stupefatte. Si troveranno a dover fare i conti con un gruppo criminale molto pericoloso; ma non esiteranno a rischiare la propria stessa vita per la giustizia e l'amicizia.

## Guest star
- Yōko Moriguchi (ep. 1)
- Ayami Kakiuchi: Ritsuko Okada (ep. 1)
- Kanata Hongō: Daisuke Makino (ep. 2)
- Satoshi Jinbo: Takumi Igarashi (ep. 2)
- Erika Yanagita: Suzuki Ayaka (ep. 2)
- Reo Yoshitake: Yuuki Takeyama (ep. 2)
- Ruito Aoyagi: the street dance leader (ep2)
- Yui Ichikawa: Yoko (ep. 3)
- Anna Nagata: Yuki Tamura (ep. 3)
- Motoki Fukami: Watanabe (ep. 3)
- Mitsunori Isaki: (ep. 3)
- Kasumi Suzuki: Maya Asabuki (ep. 4-5)
- Ryūya Wakaba: Hibiki Sakuma (ep. 4-5)
- Motoki Ochiai: Masashi Tominaga (ep. 4-5)
- Kenshō Ono: (ep. 4-5)
- Yumika Tajima: Kuniko Toya (ep. 4-5)
- Risa Nishimura: Misato Murasaki (ep. 4-5)
- Yuta Yamazaki: Ukon Fukunaga (ep. 6)
- Kenta Satoi: Samon Fukunaga (ep. 6)
- Mayuko Nishiyama: Tomoko Fukunaga (ep. 6)
- Miyako Yamaguchi: Haduki Fukunaga (ep. 6)
- Shinji Yamashita: Kinzaburo Toyama (ep. 7)
- Reiko Suhō: Ryoko Taguchi (ep. 7)
- Haruka Kinami: Maki Nishizawa (ep. 7)
- Kazuki Namioka: Ryusuke Mimasaka (ep. 7)
- Aika Uemura: Yayoi Okajima (ep. 7)
- Kōsuke Suzuki: Takuro Asano (ep. 8)
- Mai Takahashi: Reika (ep. 8)
- Aiko Kayō: Tsugumi Setouchi (ep. 8)
- Nana Akiyama: Honoka (ep. 8)
- Makoto Honda: (ep. 8)
- Tsuyoshi Muro: (ep. 8)
- Shigeki Hosokawa: Satoru Renjo (ep. 9)
- Tomoharu Hasegawa: Tanaka (ep. 9)
- Satomi Nagano: Ishi (ep. 9)
- Yutaka Maido: Nakamura (ep. 9)
- Minoru Watanabe: Kan Keimu (ep. 9)
- Sakuya Nakamura: Kyu da bambina (ep. 9)
- Minoru Tanaka: Kyosuke Benijo (ep. 10)
- Reiko Matsuo: Biki Nanamura (ep. 10)
- Mia Murano: Kikyo Kagiya (ep. 10)
- Yasuto Kosuda: (ep. 10)
- Yūko Yamashita: Tsubaki Benijo (ep. 10)
- Ryūtarō Sakurai: Ryu da bambino (ep. 10)
- Takeshi Wakamatsu: King Hades (ep. 11)

## Episodi
- Sigla di apertura: Answer dei FLOW
- Sigla di chiusura: Stand by me dei the brilliant green

| Nº | Titolo | Prima TV Giappone | Share |
| -- | --- | ----------------- | ----- |
| 1  | 実戦開始！戦慄の死の予言！！死体消滅の謎を追え? (Jissen kaishi! Senritsu no shi no yogen!! Shitai shōmetsu no nazo wo oe) | 3 luglio 2007     | 12,4% |
| 2  | 神のメール？記憶消失の謎！！? (Kami no mēru? Kioku shōshitsu no nazo!!)                                                   | 10 luglio 2007    | 10,9% |
| 3  | 小さな恋に魔の手が迫る！? (Chīsana koi ni ma no te ga semaru!)                                                            | 17 luglio 2007    | 12,1% |
| 4  | ネットの恐怖からメグを救え? (Netto no kyōfu kara Megu wo sukue)                                                           | 24 luglio 2007    | 10,3% |
| 5  | ネットの恋！すれ違いの悲劇? (Netto no koi! Surechigai no higeki)                                                          | 31 luglio 2007    | 11,9% |
| 6  | 友情決裂？明かされた秘密！！? (Yūjō ketsuretsu? Akasareta himitsu!!)                                                      | 8 agosto 2007     | 9,6%  |
| 7  | 父との戦い！俺は友達を救う? (Chichi to no tatakai! Ore wa tomodachi wo sukuu)                                             | 14 agosto 2007    | 10,3% |
| 8  | さよならなんて言わせない！? (Sayonara nante iwasenai!)                                                                    | 21 agosto 2007    | 10,4% |
| 9  | 父と仲間が教えてくれたこと? (Chichi to nakama ga oshiete kureta koto)                                                     | 28 agosto 2007    | 12,2% |
| 10 | 最終決戦！戦いの幕が上がる? (Saishū kessen! Tatakai no maku ga agaru)                                                     | 4 settembre 2007  | 10,6% |
| 11 | 最後の約束に込めた想い！? (Saigo no yakusoku ni kometa omoi!)                                                             | 11 settembre 2007 | 11,7% |